# Heliotropium lineare
Heliotropium lineare là loài thực vật có hoa trong họ Mồ hôi. Loài này được C.H. Wright mô tả khoa học đầu tiên.